# Анъёль
Анъёль (устар. Ань-Ёль) — река в России, протекает по Республике Коми, правый приток реки Весляна, впадает в неё на расстоянии 5 км от её устья. Длина реки составляет 12 км.

## Данные водного реестра
По данным государственного водного реестра России относится к Двинско-Печорскому бассейновому округу, водохозяйственный участок реки — Вычегда от города Сыктывкар и до устья, речной подбассейн реки — Вычегда. Речной бассейн реки — Северная Двина.
Код объекта в государственном водном реестре — 03020200212103000022279.